# Loïc Duval
Loïc Jean-Claude Duval (* 12. Juni 1982 in Chartres) ist ein französischer Automobilrennfahrer. Er fuhr von 2006 bis 2012 in der Super GT, die er 2010 gewann. Von 2006 bis 2014 fuhr er in der Super Formula (ehemals Formel Nippon) und wurde dort 2009 Meister. Von 2012 bis 2016 trat er in der FIA-Langstrecken-Weltmeisterschaft (WEC) an; 2013 wurde er dort Fahrerweltmeister. Von 2015 bis 2017 fuhr er ebenfalls in der FIA-Formel-E-Meisterschaft. Aktuell fährt er in der WEC für Peugeot Sport.

## Karriere
Duval begann seine Motorsportkarriere im Kartsport, in dem er von 1992 bis 2001 aktiv war. Unter anderem wurde er 2000 Dritter in der Formel-A-Klasse der Kart-Weltmeisterschaft. 2002 wechselte Duval in den Formelsport und gewann auf Anhieb die französische Formel Renault Campus. Dabei siegte er in neun von 16 Rennen. 2003 ging Duval für Graff Racing in der französischen Formel Renault an den Start und erreichte in dieser Meisterschaft ebenfalls in seiner ersten Saison den Titel. Anfang 2004 wurde er in das Förderprogramm des Formel-1-Teams Renault aufgenommen, dem er bis Ende 2005 angehörte. Duval fuhr 2004 für das OPEL Team Signature-Plus in der Formel-3-Euroserie. Er erzielte zwei Podest-Platzierungen und beendete die Saison auf dem zwölften Gesamtrang. Mit 22 zu 37 Punkten unterlag er damit seinem Teamkollegen Giedo van der Garde. Duval fuhr für Signature ebenfalls bei Formel-3-Einzelveranstaltungen. 2005 blieb Duval bei Signature-Plus in der Formel-3-Euroserie. Er wurde dreimal Zweiter und zweimal Dritter und verbesserte sich auf den sechsten Rang der Fahrerwertung. Teamintern setzte er sich mit einem Punkt gegen James Rossiter durch. Beim Macau Grand Prix 2006 startete Duval für ASM und wurde Sechster.
2006 verließ Duval Europa und wechselte nach Japan zu Nakajima Racing. Er startete sowohl in der Formel Nippon, als auch in der Super GT. In der Formel Nippon gewann Duval zwei Rennen und wurde Vierter im Gesamtklassement. Seinen Teamkollegen Hideki Mutō schlug er mit 25 zu 1 Punkten deutlich. In der Super GT teilte er sich ein Cockpit bei Nakajima Racing mit Mutō. Die beiden gewannen ein Rennen und wurden Elfte in der Fahrerwertung. In der 2006/07 fuhr Duval für das französische Team in der A1GP. Zunächst als Rookie-, dann als Stammpilot. Er nahm an acht Rennen teil und erzielte dabei mit drei zweiten Plätzen und einem dritten Platz vier Podest-Platzierungen. Anschließend kehrte Duval nach Japan zurück und trat abermals für Nakajima Racing in beiden Rennserien an. In der Formel Nippon erzielte Duval vier Podest-Platzierungen und belegte den sechsten Gesamtrang. Intern unterlag er damit seinem neuen Teamkollegen Takashi Kogure mit 31 zu 41 Punkten. In der Super GT gewann Duval zusammen mit Fabio Carbone ein Rennen und wurde Zweiter in der Fahrerwertung. In der Saison 2007/08 startete Duval erneut in der A1GP und nahm an zwölf Rennen teil. Dabei gewann er eins und stand insgesamt siebenmal auf dem Podium. Er war der einzige Fahrer des Teams, der Podest-Platzierungen erzielt hatte. Anschließend kehrte Duval zurück zu Nakajima Racing nach Japan. In der Formel Nippon gewann er zwei Rennen und verbesserte sich auf den zweiten Platz im Endklassement. Er unterlag dem Meister Tsugio Matsuda mit 62 zu 93,5 Punkten und setzte sich intern gegen Kogure, der 41 Punkte erzielt hatte, durch. In der Super GT wurde er zusammen mit Katsuyuki Hiranaka mit einem zweiten Platz Gesamtzehnter. Darüber hinaus gab Duval 2008 für ORECA sein Debüt beim 24-Stunden-Rennen von Le Mans und wurde Achter in der LMP1-Kategorie. Zudem startete er für den Rennstall zu einem weiteren Langstreckenrennen in der Le Mans Series. Wie in den vorherigen Jahren ging Duval auch im Winter 2008/09 in der A1GP an den Start und er schaffte bei sechs Teilnahmen einen Sieg und weitere zwei Podest-Platzierungen.

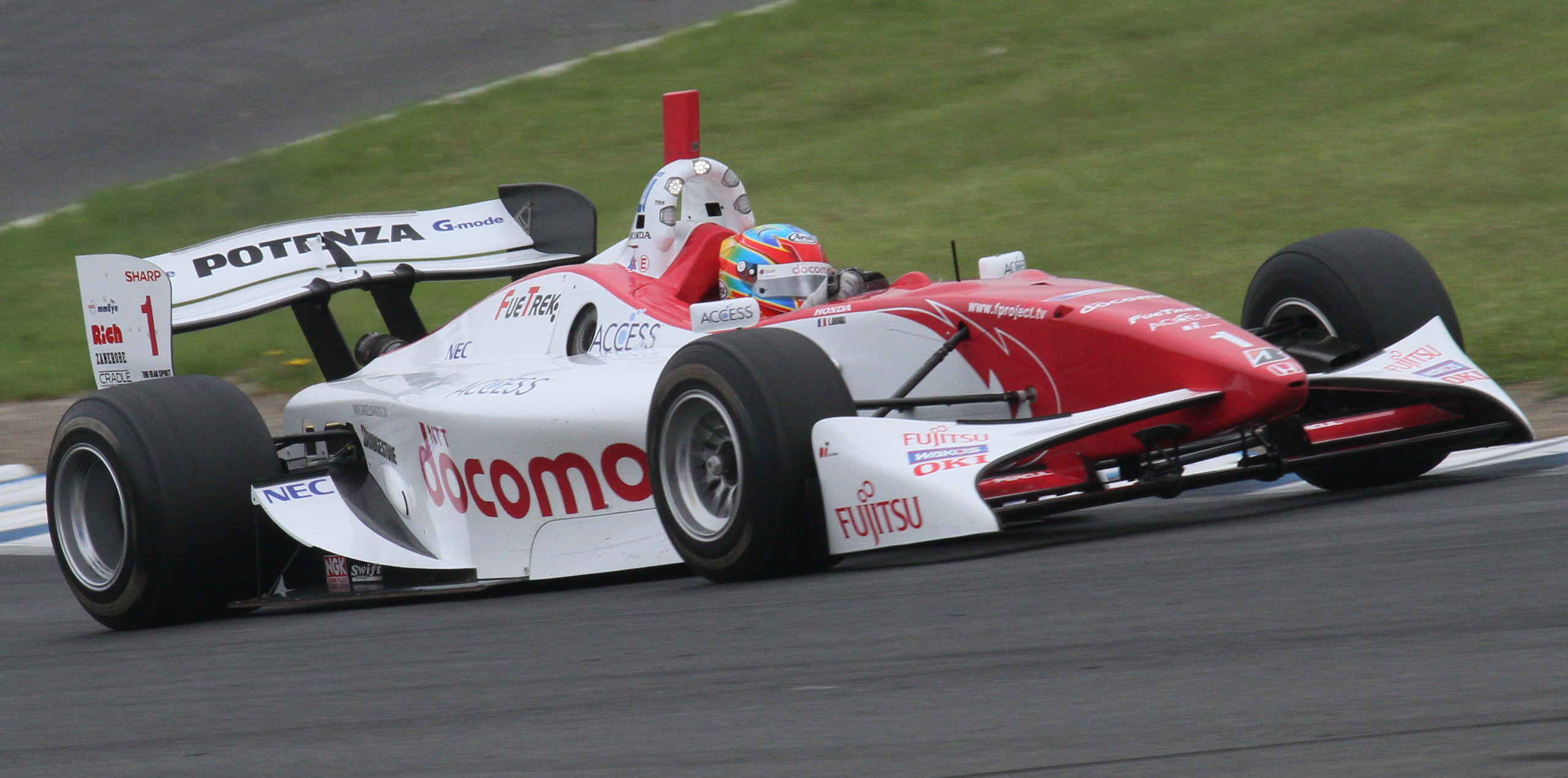
Duval in der Formel Nippon 2010

2009 ging Duval im vierten Jahr für Nakajima Racing in Japan an den Start. In der Formel Nippon entschied er vier Rennen für sich und gewann den Meistertitel mit 62 zu 40 Punkten vor seinem Landsmann Benoît Tréluyer. Sein Teamkollege Kogure hatte 37 Punkte erzielt. In der Super GT bildete er ein Team mit Yuhki Nakayama. Mit einem sechsten Platz als bestem Ergebnis wurden die beiden 16. der Fahrerwertung. Außerdem erzielte Duval zusammen mit Nicolas Lapierre beim einzigen Rennwochenende der Asian Le Mans Series in Okayama zwei Podiumsplätze und sicherte sich damit den dritten Gesamtrang. 2010 verließ Duval Nakajima Racing und wechselte innerhalb der Formel Nippon zu Dandelion Racing. Er gewann zwei Rennen und belegte den dritten Gesamtrang. Intern setzte er sich gegen Takuya Izawa mit 39,5 zu 7 Punkten deutlich durch. In der Super GT startete Duval zusammen mit Kogure für Weider Honda Racing. Die beiden gewannen ein Rennen und entschieden die Meisterschaft für sich. Außerdem startete Duval bei Langstreckenrennen in Europa: Er nahm für ORECA an zwei Rennen der Le Mans Series 2010 sowie am 24-Stunden-Rennen von Le Mans teil. 2011 gewann Duval mit Kogure für Weider Honda Racing in der Super GT zwei Rennen. In der Meisterschaft wurden sie Dritte. Darüber hinaus nahm er für ORECA an drei Rennen des Intercontinental Le Mans Cup in der LMP1-Klasse teil und gewann zusammen mit Lapierre und Olivier Panis das 12-Stunden-Rennen von Sebring. Im Formelsport pausierte Duval 2011.

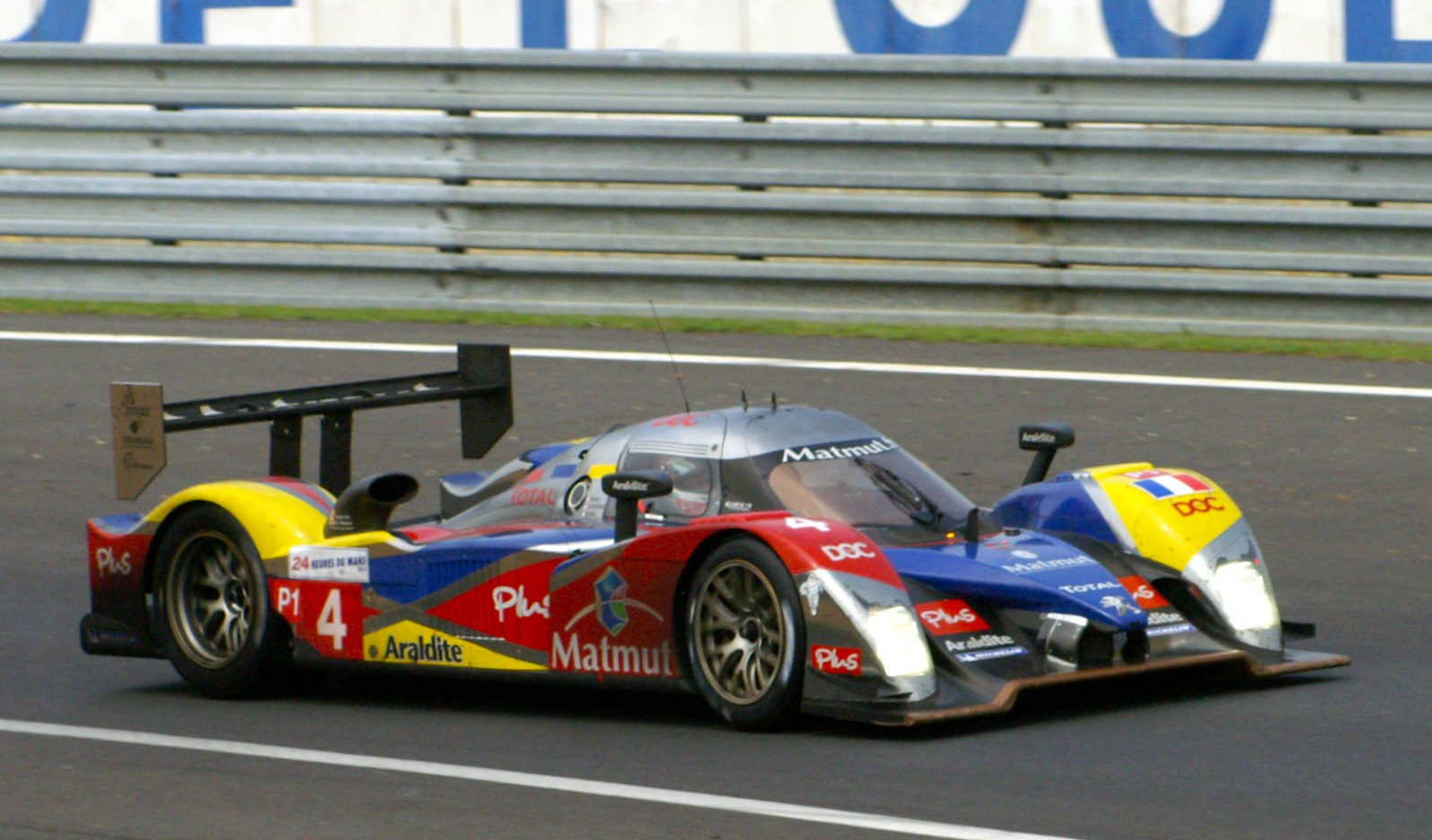
Im Peugeot 908 HDi FAP beim 24-Stunden-Rennen von Le Mans 2010

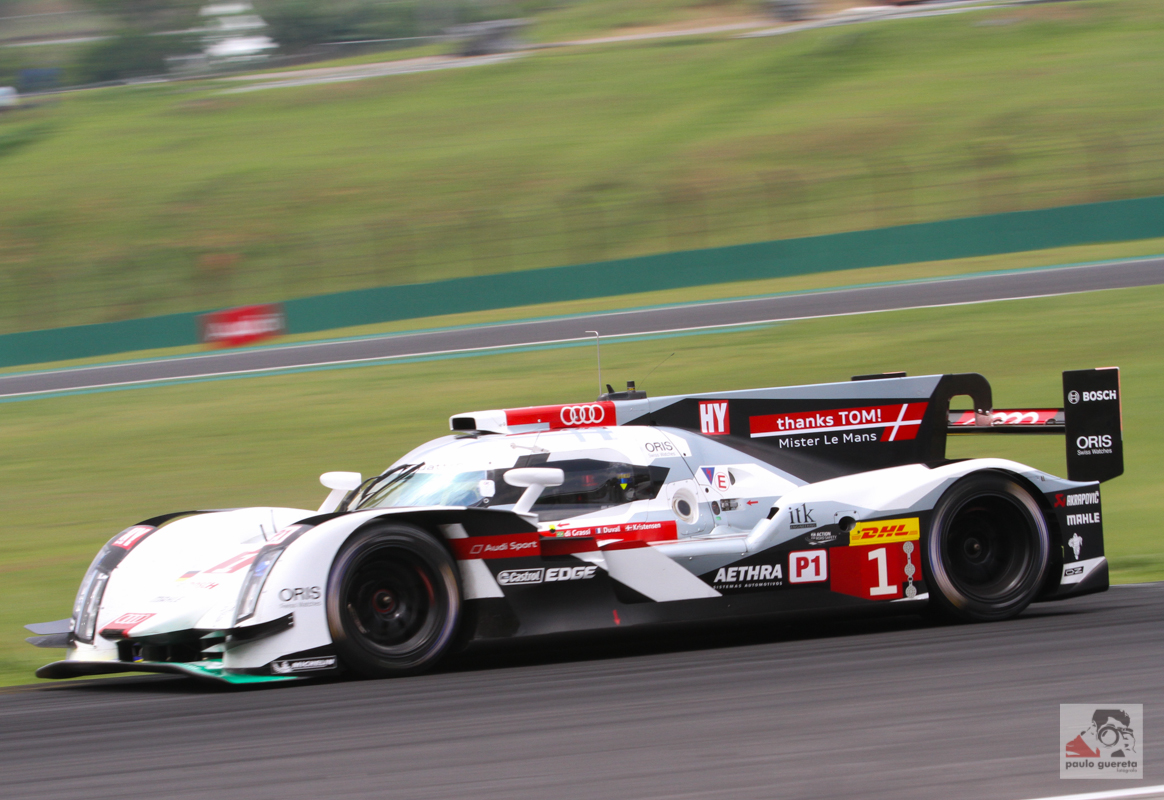
Der von Loïc Duval beim 6-Stunden-Rennen von São Paulo 2014 gefahrene Audi R18 E-Tron Quattro RP4

2012 kehrte Duval in die Formel Nippon zurück und erhielt ein Cockpit beim Team Kygnus Sunoco. Mit einem zweiten und zwei dritten Plätzen stand er dreimal auf dem Podium. In der Gesamtwertung wurde er Sechster. In der Super GT startete Duval für TOM’S. Sein Teamkollege war Kazuki Nakajima. Duval trat zu einem Lauf nicht an und wurde mit einem zweiten Platz als bestem Ergebnis Elfter im Gesamtklassement. Darüber hinaus erhielt Duval bei Audi ein Cockpit als Werksfahrer in der neugegründeten FIA-Langstrecken-Weltmeisterschaft (WEC) beim Audi Sport Team Joest für die ersten drei Rennen. Bereits beim Saisonauftakt in Sebring erzielte Duval mit Timo Bernhard und Romain Dumas mit dem zweiten Platz eine Podest-Platzierung. Die nächsten Rennen bestritt Duval gemeinsam mit Dumas und Marc Gené. Das Trio gewann in Spa-Francorchamps und wurde Vierter in Le Mans. In der Fahrerweltmeisterschaft lagen Duval und Dumas auf dem sechsten Platz. 2013 blieb Duval in der japanischen Formelserie, die von nun an Super Formula hieß. Sein Rennstall hieß in diesem Jahr Kygnus Sunoco Team LeMans. Duval nahm an vier von sieben Rennen teil und kam stets in die Top-4. Er gewann ein Rennen und wurde in der Meisterschaft Dritter. Sein Engagement in der Super GT stellte Duval ein. In der FIA-Langstrecken-Weltmeisterschaft 2013 wurde Duval beim Audi Sport Team Joest zum Stammpiloten und kam an der Seite von Tom Kristensen und Allan McNish bei allen Rennen zum Einsatz. Das Trio gewann in Silverstone, Le Mans und Austin und stand bis auf beim letzten Rennen stets auf dem Podium. Die drei gewannen die Fahrerweltmeisterschaft.
2014 gewann Duval ein Super-Formula-Rennen für das Kygnus Sunoco Team LeMans. Insgesamt stand er viermal auf dem Podium und wurde Gesamtvierter. Duval verließ die Rennserie zum Saisonende. In der FIA-Langstrecken-Weltmeisterschaft 2014 blieb Duval beim Audi Sport Team Joest. Sein Teamkollege McNish wurde durch Lucas di Grassi ersetzt. Im Training zum 24-Stunden-Rennen von Le Mans 2014 hatte Duval einen schweren Unfall. Duval erlitt mit Hautverletzungen an Bein und Hals vergleichsweise glimpfliche Verletzungen. Er fiel für das Rennen aus und pausierte einen Monat. In der Fahrerweltmeisterschaft wurde Duval mit zwei zweiten Plätzen als beste Ergebnisse Siebter. Anfang 2015 stieg Duval zudem mit Dragon Racing in die FIA-Formel-E-Meisterschaft ein. Beim Berlin ePrix erzielte er mit dem dritten Platz seine erste Podest-Platzierung. Beim letzten Rennen in London wiederholte er dieses Ergebnis. Er beendete die Saison auf dem neunten Gesamtrang.
In der FIA-Langstrecken-Weltmeisterschaft 2015 bildete Duval beim Audi Sport Team Joest ein Fahrertrio mit di Grassi und Oliver Jarvis. Die drei Fahrer erzielten in Austin als Dritte die einzige Podest-Platzierung und schlossen die Saison auf dem vierten Platz der Fahrerweltmeisterschaft ab. Darüber hinaus trat Duval 2015/16 für Dragon in der Formel E an. Mit 60 zu 83 Punkten unterlag er intern Jérôme D’Ambrosio und wurde Gesamtachter.
2016 blieben Duval, di Grassi und Jarvis beim Audi Sport Team Joest in der FIA-Langstrecken-Weltmeisterschaft. Das Trio gewann die 6-Stunden-Rennen in Spa-Francorchamps und Bahrain. Die drei Rennfahrer beendeten die Saison auf dem zweiten Platz in der Weltmeisterschaft. Nachdem Audi zum Saisonende aus der FIA-Langstrecken-Weltmeisterschaft ausgestiegen war, endete Duvals Engagement in der Rennserie. Außerdem blieb Duval für die FIA-Formel-E-Meisterschaft 2016/17 bei Dragon Racing. Nach dem dritten Rennen belegte er den 13. Gesamtrang.
2017 übernahm Duval ein Audi-Werkscockpit in der DTM.

## Statistik

### Karrierestationen
| - 1992–2001: Kartsport - 2002: Französische Formel Renault Campus (Meister) - 2003: Französische Formel Renault (Meister) - 2004: Formel-3-Euroserie (Platz 12) - 2005: Formel-3-Euroserie (Platz 6) - 2006: Formel Nippon (Platz 4) - 2006: Super GT (Platz 11) - 2007: A1GP - 2007: Formel Nippon (Platz 6) - 2007: Super GT (Platz 2) - 2008: A1GP - 2008: Formel Nippon (Platz 2) | - 2008: Super GT (Platz 10) - 2008: Le Mans Series, LMP1 (Platz 17) - 2009: A1GP - 2009: Formel Nippon (Meister) - 2009: Super GT (Platz 16) - 2009: AsLMS, LMP1 (Platz 3) - 2010: Formel Nippon (Platz 3) - 2010: Super GT (Meister) - 2010: Le Mans Series, LMP1 (Platz 15) - 2011: Super GT (Platz 3) - 2011: ILMC - 2012: Formel Nippon (Platz 6) | - 2012: Super GT (Platz 11) - 2012: WEC (Platz 6) - 2013: Super Formula (Platz 3) - 2013: WEC (Meister) - 2014: Super Formula (Platz 4) - 2014: WEC (Platz 7) - 2015: Formel E (Platz 9) - 2015: WEC (Platz 4) - 2016: Formel E (Platz 8) - 2016: WEC (Platz 2) - 2017: Formel E (Platz 15) - 2017: DTM (Platz 18) |

### Einzelergebnisse in der FIA-Formel-E-Meisterschaft
| Jahr    | Team                         | 1   | 2   | 3   | 4   | 5   | 6   | 7    | 8   | 9   | 10  | 11  | 12  | Punkte | Rang |
| ------- | ---------------------------- | --- | --- | --- | --- | --- | --- | ---- | --- | --- | --- | --- | --- | ------ | ---- |
| 2014/15 | Dragon Racing Formula E Team | BEI | PUT | PUN | BUE | MIA | LBH | MON  | BER | MOS | LON | LON |     | 42     | 9.   |
| 2014/15 | Dragon Racing Formula E Team |     |     |     |     | 7   | 9   | DNF  | 3   | 15  | 8   | 3   |     | 42     | 9.   |
| 2015/16 | Dragon Racing                | BEI | PUT | PUN | BUE | MEX | LBH | PAR  | BER | LON | LON |     |     | 60     | 8.   |
| 2015/16 | Dragon Racing                | 4   | 16* | 4   | 6   | 4   | 8   | DNF° | DNF | DNF | 4   |     |     | 60     | 8.   |
| 2016/17 | Faraday Future Dragon Racing | HKG | MAR | BUE | MEX | MON | PAR | BER  | BER | NYC | NYC | MTR | MTR | 20     | 15.  |
| 2016/17 | Faraday Future Dragon Racing | 14  | 18  | 6   | DNF | NC  |     | 15   | DNF | 5   | 13* | DNF | 19* | 20     | 15.  |

| Legende                      | Legende       | Legende                                                                 |
| Farbe                        | Abkürzung     | Bedeutung                                                               |
| ---------------------------- | ------------- | ----------------------------------------------------------------------- |
| Gold                         | —             | Sieger                                                                  |
| Silber                       | —             | 2. Platz                                                                |
| Bronze                       | —             | 3. Platz                                                                |
| Grün                         | —             | Platzierung in den Punkten                                              |
| Blau                         | —             | Klassifiziert außerhalb der Punkteränge                                 |
| Violett                      | DNF           | Rennen nicht beendet                                                    |
| Violett                      | NC            | nicht klassifiziert                                                     |
| Rot                          | DNQ           | nicht qualifiziert                                                      |
| Schwarz                      | DSQ           | disqualifiziert                                                         |
| Weiß                         | DNS           | nicht am Start                                                          |
| Weiß                         | WD            | zurückgezogen                                                           |
| Weiß                         | C             | Rennen abgesagt                                                         |
| Blanko                       |               | nicht teilgenommen                                                      |
| Blanko                       | DNP           | gemeldet, aber nicht teilgenommen                                       |
| Blanko                       | INJ           | verletzt oder krank                                                     |
| Blanko                       | EX            | ausgeschlossen                                                          |
| sonstige Formate und Zeichen | P/fett        | Pole-Position                                                           |
| sonstige Formate und Zeichen | kursiv        | Schnellste Rennrunde (ab 2017/18: Schnellste Rennrunde der ersten Zehn) |
| sonstige Formate und Zeichen | unterstrichen | Führender in der Gesamtwertung                                          |
| sonstige Formate und Zeichen | °             | FanBoost                                                                |
| sonstige Formate und Zeichen | *             | nicht im Ziel, aufgrund der zurückgelegten Distanz aber gewertet        |
| sonstige Formate und Zeichen | ( )           | Streichresultat                                                         |

### Le-Mans-Ergebnisse
| Jahr | Team                  | Fahrzeug                | Teamkollege      | Teamkollege        | Platzierung     | Ausfallgrund |
| ---- | --------------------- | ----------------------- | ---------------- | ------------------ | --------------- | ------------ |
| 2008 | Team ORECA Matmut     | Courage-ORECA LC70      | Soheil Ayari     | Laurent Groppi     | Rang 8          |              |
| 2010 | Team ORECA Matmut     | Peugeot 908 HDi FAP     | Olivier Panis    | Nicolas Lapierre   | Ausfall         | Motorschaden |
| 2011 | Team ORECA Matmut     | Peugeot 908 HDi FAP     | Olivier Panis    | Nicolas Lapierre   | Rang 5          |              |
| 2012 | Audi Sport Team Joest | Audi R18 ultra          | Romain Dumas     | Marc Gené          | Rang 5          |              |
| 2013 | Audi Sport Team Joest | Audi R18 e-tron quattro | Tom Kristensen   | Allan McNish       | Gesamtsieg      |              |
| 2015 | Audi Sport Team Joest | Audi R18 e-tron quattro | Lucas di Grassi  | Oliver Jarvis      | Rang 4          |              |
| 2016 | Audi Sport Team Joest | Audi R18                | Lucas di Grassi  | Oliver Jarvis      | Rang 3          |              |
| 2018 | TDS Racing            | Oreca 07                | François Perrodo | Matthieu Vaxivière | disqualifiziert |              |
| 2019 | TDS Racing            | Oreca 07                | François Perrodo | Matthieu Vaxivière | Rang 8          |              |
| 2021 | Realteam Racing       | Oreca 07                | Esteban Garcia   | Norman Nato        | Rang 17         |              |
| 2023 | Peugeot TotalEnergies | Peugeot 9X8             | Gustavo Menezes  | Nico Müller        | Rang 27         |              |
| 2024 | Peugeot TotalEnergies | Peugeot 9X8 2024        | Paul di Resta    | Stoffel Vandoorne  | Rang 11         |              |
| 2025 | Peugeot TotalEnergies | Peugeot 9X8 2024        | Malthe Jakobsen  | Stoffel Vandoorne  | Rang 11         |              |

### Sebring-Ergebnisse
| Jahr | Team                                    | Fahrzeug            | Teamkollege        | Teamkollege      | Platzierung | Ausfallgrund |
| ---- | --------------------------------------- | ------------------- | ------------------ | ---------------- | ----------- | ------------ |
| 2011 | Team ORECA Matmut                       | Peugeot 908 HDi FAP | Olivier Panis      | Nicolas Lapierre | Gesamtsieg  |              |
| 2012 | Audi Sport Team Joest                   | Audi R18 TDI        | Timo Bernhard      | Romain Dumas     | Rang 2      |              |
| 2020 | JDC-Miller Motorsports                  | Cadillac DPi V.R    | Sébastien Bourdais | Tristan Vautier  | Rang 5      |              |
| 2021 | Mustang Sampling JDC-Miller MotorSports | Cadillac DPi V.R    | Sébastien Bourdais | Tristan Vautier  | Gesamtsieg  |              |
| 2022 | JDC-Miller MotorSports                  | Cadillac DPi V.R    | Richard Westbrook  | Tristan Vautier  | Rang 2      |              |

### Einzelergebnisse in der FIA-Langstrecken-Weltmeisterschaft
| Saison  | Team             | Rennwagen                    | 1   | 2   | 3   | 4   | 5   | 6   | 7   | 8   | 9   |
| ------- | ---------------- | ---------------------------- | --- | --- | --- | --- | --- | --- | --- | --- | --- |
| 2012    | Audi Team Joest  | Audi R18                     | SEB | SPA | LEM | SIL | SAO | BAH | FUJ | SHA |     |
| 2012    | Audi Team Joest  | Audi R18                     | 2   | 1   | 5   |     |     |     |     |     |     |
| 2013    | Audi Team Joest  | Audi R18                     | SIL | SPA | LEM | SAO | AUS | FUJ | SHA | BAH |     |
| 2013    | Audi Team Joest  | Audi R18                     | 1   | 2   | 1   | 2   | 1   | 2   | 3   | DNF |     |
| 2014    | Audi Team Joest  | Audi R18                     | SIL | SPA | LEM | AUS | FUJ | SHA | BAH | SAO |     |
| 2014    | Audi Team Joest  | Audi R18                     | DNF | 2   |     | 2   | 5   | 5   | 5   | 3   |     |
| 2015    | Audi Team Joest  | Audi R18                     | SIL | SPA | LEM | NÜR | AUS | FUJ | SHA | BAH |     |
| 2015    | Audi Team Joest  | Audi R18                     | 5   | 7   | 4   | 4   | 3   | 4   | 4   | 6   |     |
| 2016    | Audi Team Joest  | Audi R18                     | SIL | SPA | LEM | NÜR | MEX | AUS | FUJ | SHA | BAH |
| 2016    | Audi Team Joest  | Audi R18                     | DNF | 1   | 3   | 2   | 27  | 2   | 2   | 5   | 1   |
| 2017    | G-Drive Racing   | Oreca 07                     | SIL | SPA | LEM | NÜR | MEX | AUS | FUJ | SHA | BAH |
| 2017    | G-Drive Racing   | Oreca 07                     |     |     |     |     |     | 11  |     |     |     |
| 2018/19 | TDS Racing       | Oreca 07                     | SPA | LEM | SIL | FUJ | SHA | SEB | SPA | LEM |     |
| 2018/19 | TDS Racing       | Oreca 07                     | 11  | DNF | 10  |     | DNF | DNF |     | 8   |     |
| 2019/20 | Rebellion Racing | Rebellion R13                | SIL | FUJ | SHA | BAH | AUS | SEB | SPA | LEM |     |
| 2019/20 | Rebellion Racing | Rebellion R13                | 3   |     |     |     |     |     |     |     |     |
| 2021    | Realteam Racing  | Oreca 07                     | SPA | POR | MON | LEM | BAH | BAH |     |     |     |
| 2021    | Realteam Racing  | Oreca 07                     | 9   | 10  | 10  | 17  | 10  | 10  |     |     |     |
| 2022    | Peugeot Sport    | Peugeot 9X8                  | SEB | SPA | LEM | MON | FUJ | BAH |     |     |     |
| 2022    | Peugeot Sport    | Peugeot 9X8                  |     |     |     | 33  | 20  | 4   |     |     |     |
| 2023    | Peugeot Sport    | Peugeot 9X8                  | SEB | POR | SPA | LEM | MON | FUJ | BAH |     |     |
| 2023    | Peugeot Sport    | Peugeot 9X8                  | DNF | 5   | 17  | 27  | 19  | 7   | 8   |     |     |
| 2024    | Peugeot Sport    | Peugeot 9X8 Peugeot 9X8 2024 | KAT | IMO | SPA | LEM | SAO | AUS | FUJ | BAH |     |
| 2024    | Peugeot Sport    | Peugeot 9X8 Peugeot 9X8 2024 | 15  | 15  | 14  | 11  | 16  | DNF | 8   | DNF |     |
| 2025    | Peugeot Sport    | Peugeot 9X8 2024             | KAT | IMO | SPA | LEM | SAO | AUS | FUJ | BAH |     |
| 2025    | Peugeot Sport    | Peugeot 9X8 2024             | 12  | 12  | DNF | 11  | 6   |     |     |     |     |

### Einzelergebnisse in der DTM
| Saison | Team                    | Hersteller | 1   | 2   | 3   | 4   | 5   | 6   | 7   | 8   | 9   | 10  | 11  | 12  | 13  | 14  | 15  | 16  | 17  | 18  | 19  | 20  | Punkte | Rang |
| ------ | ----------------------- | ---------- | --- | --- | --- | --- | --- | --- | --- | --- | --- | --- | --- | --- | --- | --- | --- | --- | --- | --- | --- | --- | ------ | ---- |
| 2017   | Audi Sport Team Phoenix | Audi       | HO1 | HO1 | LAU | LAU | HUN | HUN | NOR | NOR | MOS | MOS | ZAN | ZAN | NÜR | NÜR | SPI | SPI | HO2 | HO2 |     |     | 22     | 18.  |
| 2017   | Audi Sport Team Phoenix | Audi       | 14  | DNF | 15  | 18  | 14  | 16  | 15  | 15  | 11  | 14  | 13  | 2   | 18  | 15  | 14  | 8   | 18  | 15  |     |     | 22     | 18.  |
| 2018   | Audi Sport Team Phoenix | Audi       | HO1 | HO1 | LAU | LAU | HUN | HUN | NOR | NOR | ZAN | ZAN | BRH | BRH | MIS | MIS | NÜR | NÜR | SPI | SPI | HO2 | HO2 | 11     | 12.  |
| 2018   | Audi Sport Team Phoenix | Audi       | 10  | 5   | DNF | 13  |     |     |     |     |     |     |     |     |     |     |     |     |     |     |     |     | 11     | 12.  |

| Legende  | Legende            | Legende                                                          |
| Farbe    | Abkürzung          | Bedeutung                                                        |
| -------- | ------------------ | ---------------------------------------------------------------- |
| Gold     | –                  | Sieg                                                             |
| Silber   | –                  | 2. Platz                                                         |
| Bronze   | –                  | 3. Platz                                                         |
| Grün     | –                  | Platzierung in den Punkten                                       |
| Blau     | –                  | Klassifiziert außerhalb der Punkteränge                          |
| Violett  | DNF                | Rennen nicht beendet (did not finish)                            |
| Violett  | NC                 | nicht klassifiziert (not classified)                             |
| Rot      | DNQ                | nicht qualifiziert (did not qualify)                             |
| Rot      | DNPQ               | in Vorqualifikation gescheitert (did not pre-qualify)            |
| Schwarz  | DSQ                | disqualifiziert (disqualified)                                   |
| Weiß     | DNS                | nicht am Start (did not start)                                   |
| Weiß     | WD                 | zurückgezogen (withdrawn)                                        |
| Hellblau | PO                 | nur am Training teilgenommen (practiced only)                    |
| Hellblau | TD                 | Freitags-Testfahrer (test driver)                                |
| ohne     | DNP                | nicht am Training teilgenommen (did not practice)                |
| ohne     | INJ                | verletzt oder krank (injured)                                    |
| ohne     | EX                 | ausgeschlossen (excluded)                                        |
| ohne     | DNA                | nicht erschienen (did not arrive)                                |
| ohne     | C                  | Rennen abgesagt (cancelled)                                      |
| ohne     | keine WM-Teilnahme |                                                                  |
| sonstige | P/fett             | Pole-Position                                                    |
| sonstige | 1/2/3/4/5/6/7/8    | Punktplatzierung im Sprint-/Qualifikationsrennen                 |
| sonstige | SR/kursiv          | Schnellste Rennrunde                                             |
| sonstige | *                  | nicht im Ziel, aufgrund der zurückgelegten Distanz aber gewertet |
| sonstige | ()                 | Streichresultate                                                 |
| sonstige | unterstrichen      | Führender in der Gesamtwertung                                   |